# Legatura di portamento

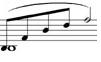
Esempio di legatura sul pentagramma.

Nella notazione musicale, la legatura di portamento è una linea curva posta sopra o sotto due o più note di differente altezza che le unisce indicando l'esecuzione legata, senza interruzione del suono dalla prima all'ultima nota; rientra quindi fra i segni di articolazione. Nel caso degli strumenti a fiato la legatura di portamento indica che le note sotto di essa vanno eseguite senza interrompere l'emissione del fiato; negli strumenti ad arco, le note legate sono eseguite in un'unica arcata ininterrotta. Talvolta viene confusa con la legatura di frase, detta anche di espressione, che serve invece ad indicare i confini di una frase musicale.